# Gasan
Gasan ist eine philippinische Stadtgemeinde in der Provinz Marinduque. Sie hat 34.828 Einwohner (Zensus 1. August 2015), die in 15 Barangays lebten. Sie liegt im Südwesten der Insel, an der Sibuyan-See. Teile des Marinduque Wildlife Sanctuary liegen auf dem Gebiet der Gemeinde. Im Barangay Masiga liegt der regionale Flughafen der Insel, der von einer Flugschule genutzt wird. Es gibt keine Linienflüge.

## Baranggays
| - Antipolo - Bachao Ibaba - Bachao Ilaya - Bacong-Bacong - Bahi - Bangbang - Banot - Banuyo - Bognuyan - Cabugao - Dawis - Dili - Libtangin | - Mahunig - Mangiliol - Masiga - Matandang Gasan - Pangi - Pinggan - Tabionan - Tapuyan - Tiguion - Barangay I (Pob.) - Barangay II (Pob.) - Barangay III (Pob.) |